# Amphelasma junctolineum
Amphelasma junctolineum es un coleóptero de la familia Chrysomelidae.
Fue descrita científicamente por primera vez en 1911 por Bowditch.